# Karawan pogrzebowy

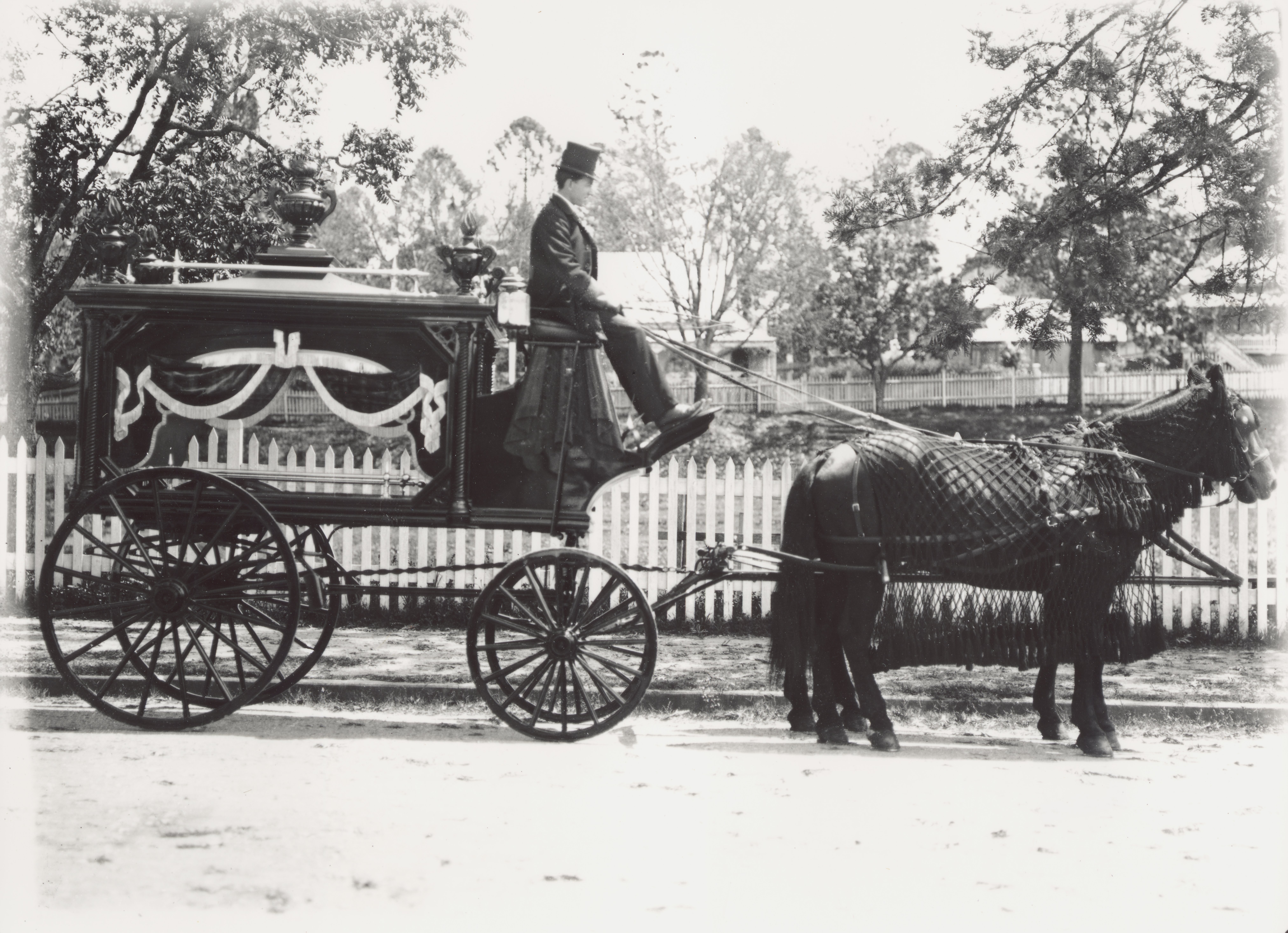
Karawan pogrzebowy, Australia (1900)

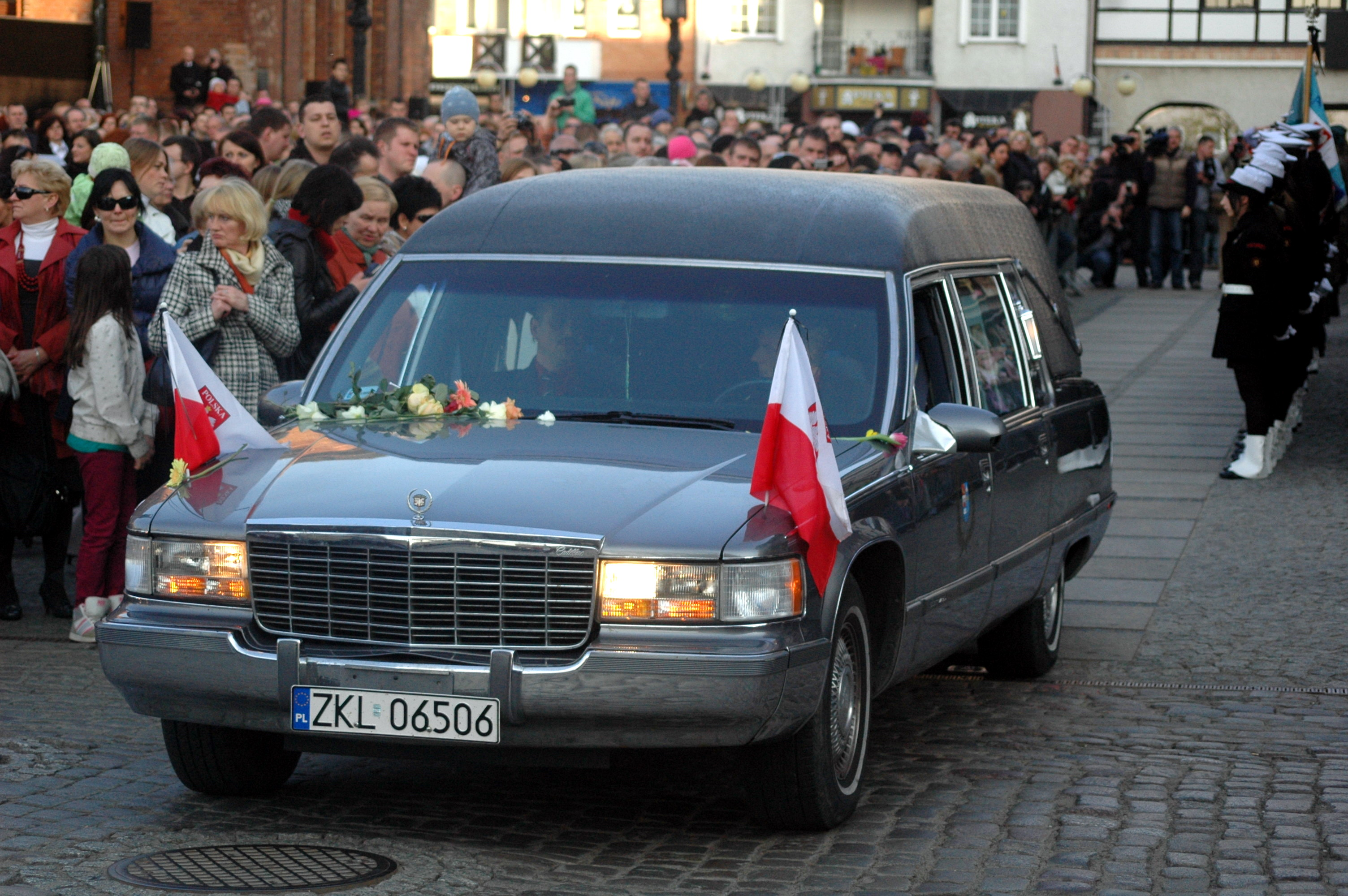
Karawan w Kołobrzegu w stylu amerykańskim

Karawan pogrzebowy – ceremonialny pojazd konny lub mechaniczny używany w czasie pogrzebów. Służy do przewożenia trumny z ciałem zmarłego z kościoła lub domu pogrzebowego na cmentarz.

## Historia

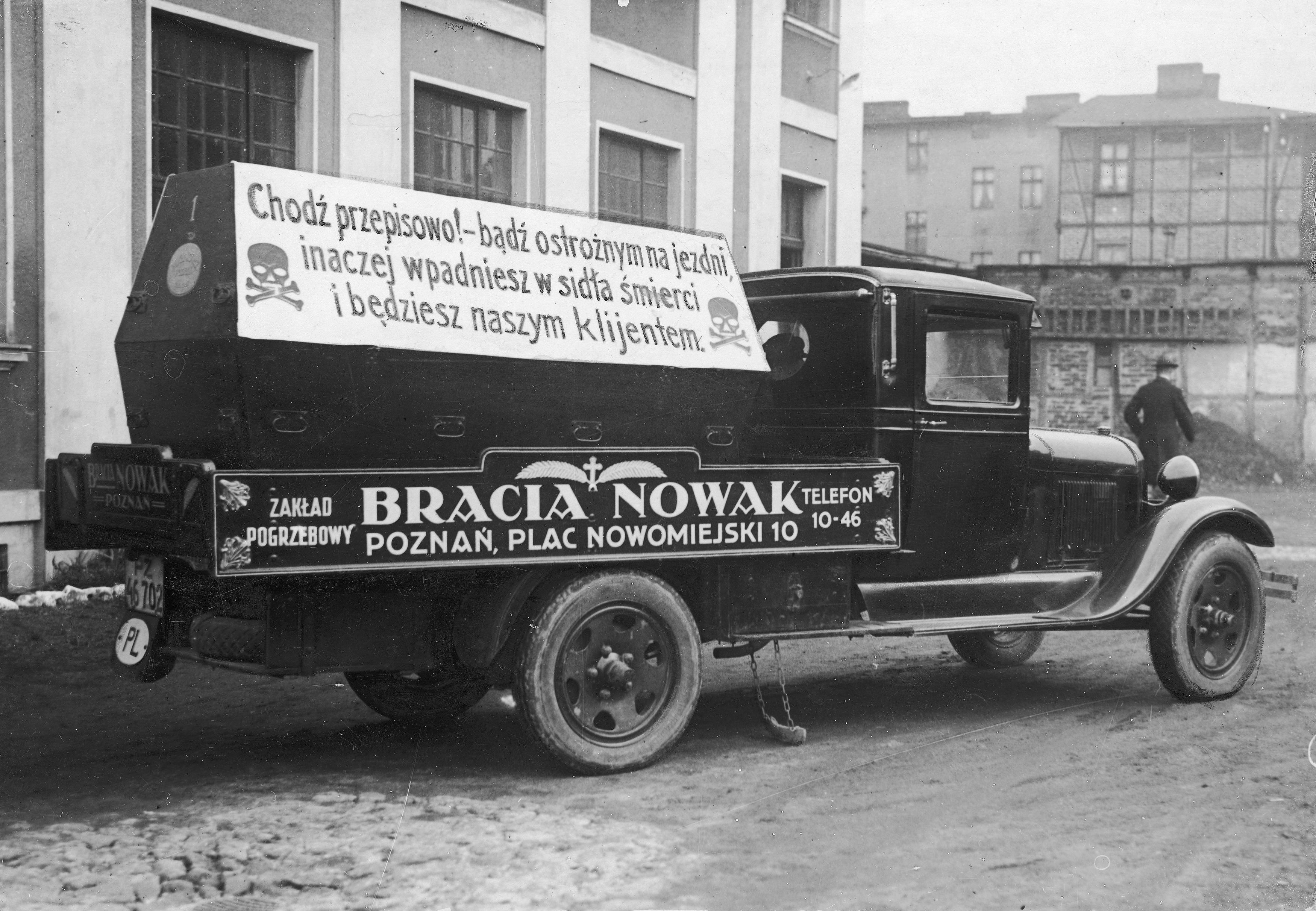
Przedwojenny karawan (1931)

Terminem „karawan” początkowo określano konne wozy transportowe, zwykle używane przez wędrownych kupców, które podczas wędrówki grupowej razem tworzyły karawanę.
Początkowo karawanami  były zwykłe wozy z sianem, na które układano ciało zmarłego. Z czasem utrwaliło się, że karawany mają czarną barwę, co nadawało ceremonii bardziej uroczysty charakter. W późniejszym okresie, zdarzały się karawany bardziej paradne, które obsługiwały bogatych zmarłych. Były często zdobione figurami aniołów, różnymi ornamentami sakralnymi i symbolami pogrzebowymi. Niejednokrotnie obok karawanu maszerowali mężczyźni – żałobnicy w specjalnych zdobionych pelerynach.
W 1907 pojawił się w Berlinie pierwszy karawan-samochód.
W XX wieku karawanami coraz częściej bywały pojazdy mechaniczne. Podobnie jak wozy konne miały czarną lub ciemną barwę.